# Вайлдкет
Водоспади Вайлдкет (англ. Wildcat Falls) — серія водоспадів у гірському ланцюзі Сьєрра-Невада (Каліфорнія, США) в західній частині Національного парку Йосеміті близько 140 шосе, за 4 км від в'їзду в парк Арочна скеля, в точці 37,72328 N, 119,71697 W. Водоспади складаються з ряду каскадів загальною висотою 219 м (деякі джерела надають 200 м), і тільки течуть до кінця травня — початку червня. Всього у водоспаді 7 каскадів, найдовший — висотою 37 м. Основа водоспаду — моховитий грот, якого легко досягти пішки, і який є популярним місцем серед фотографів.
| США | Це незавершена стаття з географії США. Ви можете допомогти проєкту, виправивши або дописавши її. |